# Ludo De Keulenaer
Ludo De Keulenaer (Brasschaat, 16 gennaio 1960) è un ex ciclista su strada belga.

## Carriera
Professionista dal 1982 al 1992, ha concluso la carriera dopo il licenziamento subito dalla Buckler-Colnago-Decca al termine della E3 Prijs Harelbeke di quell'anno, in cui ha confessato l'utilizzo di sostanze dopanti.

## Palmarès

### Strada
- 1979 (Dilettanti, una vittoria)

Sint Kwintens-Lennik
- 1981 (Dilettanti, due vittorie)

Classifica generale Tour de la Province de Namur
Classifica generale Ronde van Brabant
- 1986 (Panasonic, una vittoria)

GP Wieler Revue
- 1987 (Panasonic-Isostar, una vittoria)

Schaal Sels

#### Altri successi
- 1982 (TI-Raleigh-Campagnolo)

9ª tappa - 1ª semitappa Tour de France (Lorient > Plumelec, cronosquadre)
Prologo Giro di Germania (Monaco di Baviera, cronosquadre)
- 1983 (TI-Raleigh-Campagnolo)

Criterium Purnode
- 1985 (Panasonic)

4ª tappa - 2ª semitappa Parigi-Nizza (Bédoin > Carpentras, cronosquadre)
- 1986 (Panasonic)

Criterium Brasschaat

## Piazzamenti

### Grandi Giri
- Giro d'Italia

1986: 129º
- Tour de France

1982: 61º
1983: 73º
1984: 92º
1985: 126º

### Classiche monumento
- Milano-Sanremo

1985: 100º
1987: 97º
1991: 71º
1992: 153º
- Giro delle Fiandre

1984: 6º
1985: 17º
1987: 32º
1990: 71º
1991: 37º
- Parigi-Roubaix

1986: 32º
1988: 36º
- Liegi-Bastogne-Liegi

1982: 15º
1983: 43º

### Competizioni mondiali
- Campionati del mondo

Giavera del Montello 1985 - In linea Professionisti: ritirato